# Медаль «За визволення України»
Медаль «За визволення України» — нереалізований проєкт Микити Хрущова часів Другої світової війни, який намагався переконати Сталіна, що доцільно запровадити медаль за повернення України під контроль Радянського Союзу.

## Історія
Ідея заснування такої нагороди йшла в прямому розумінні від народу. Наприклад в листі до Хрущова від 02.06.1944 р. майор діючої Нечаєв зазначав, що «дуже багато бійців у зв'язку із визволенням України на щось очікують», і пропонував встановити медаль «За визволення України». До листа він додав навіть проєкт такої нагороди. Однак вона так і не була введена. Так само не була підтримана вищим радянським керівництвом ідея Хрущова про надання права Верховній Раді УРСР права нагороджувати Почесним Червоним прапором УРСР частини і з'єднання за вигнання нацистів з українських міст та Почесною Бойовою грамотою УРСР — бійців і командирів.